# 人類
人類（じんるい、英: humanity）とは、個々の人間や民族などの相違点を越える《類》としての人間のこと。この用語には、「生物種としてのヒト」という側面と、「ひとつの《類》として実現すべき共同性」という側面がある。

## 概要
人類とは、個々の人間や民族などの相違点を越える《類》としての人間のことである。
人に関する説は西欧では様々な変遷や議論を経て来ており、重要な説としては例えば人類単元説、人類多元説、人類性の概念などがある。

### 単元説と多元説
（ヨーロッパ世界はキリスト教の世界であったわけであるが）キリスト教世界では、人類はすべてアダムの子孫だ、とする人類単元説や、「神の似姿」としての人間観が説得力を持ち続けていた。だが、ヨーロッパが大航海時代を迎え、ヨーロッパ外の人々に接し、その情報がヨーロッパにもたらされるにつれ、彼らに「人間の変種」あるいは「人種」と見えたものをどう考えるか、ということがひとつの大きな問題として西欧人の間で浮上してきた。こうした問題に関して、ビュフォンほか多くの人々は、人類間の差異というのは風土・食物・習俗の違いから生じているのであり人類はひとつの種だ、とする「人類単元説」を採用したが、それに対してヴォルテールは「人類多元説」を唱え、単元説と多元説の対立は19世紀でも継続し、1859年にパリ人類学会を創設したブローカもそうした問題に言及することになり、人種間の差は動物種間の差よりも大きい、と述べた。
その後、「進化した人種が原始的な人種を支配するのだ」などとする社会ダーウィニズムが登場し、こうした考え方は帝国主義によって好都合のものとして利用されることになった。

### 《人類性》と共同性の概念
ヨーロッパの人々の概念としては、「市民 / 蛮人」という区別や「キリスト教徒 / 異教徒」という区別が基本的にあったが、啓蒙時代になるとそれらの差別を越える「humanity 人類性」という観念が登場し、人類史が「人間の自己完成能力による進歩の歴史」として提示されるようになったが、そうした中で人類という概念は《実現すべき共同性》として強く意識されるようになった。
ディドロ、コント、フォイエルバッハらが、人類性に関して重要な説を唱えた。

### 生物種としての人類
生物種としての「人類」というのは、現生種（現在も生きている種）、化石種（すでに化石でしか存在しないもの）の別を問わず「ヒト」という概念に含まれるものの総称だが、どの範囲まで含むかについては多々議論があり、化石種についてもホモ・サピエンス以外のものに関しては現在でも議論が繰り返されている状態にある。共通している特徴としては、直立歩行できること、犬歯の短小化が起きていること、尾が退化していること、などがある。